# Ål-Kilen
Ål-kilen, eller bara Kilen, är en småort i Åls socken, Leksands kommun i Dalarna.

## Historia
Byn förekommer i skriftliga källor första gången 1482 ('Kylenom'). I äldsta skattelängden från 1539 upptas 3 hemman i Ål-kilen. Älvsborgs hjälpskatteregister 1571 upptar sex hemman i byn. I Mantalslängden 1668 uppräknas 16 hushåll, medan Holstensons karta från samma år har åtta gårdstecken i byn, samt ett vid 'Hobäriet' (Hoberget, ett berg nordöst om byn). 1766 upptar mantalslängden 34 hushåll, medan mantalslängden från 1820 upptar 36. Störst befolkning hade byn mellan 1820 och 1871, med som mest 205 innevånare. I början av 1920-talet då Karl-Erik Forsslund besökte byn fanns 34 gårdar.
En byskola uppfördes 1864. Ål-kilen har även haft flera industrier. Flaggstångssten bröts vid Hoberget i början av 1900-talet, vid Biörs snickeri har dalakistor tillverkats, på 1950-talet gjorde man även trampbilar. En plastindustri har också funnits i byn, samt en mekanisk verkstad för tillverkning av vedklyvar. 
En intressant notering är att en gård i Ål-kilen rödfärgades redan 1781, detta är det äldsta belägget på en rödfärgad bondstuga i Dalarna. Annars dröjde det till mitten av 1800-talet innan boningshusen började rödfärgas och början av 1900-talet innan även ladugårdarna fick rödfärg. Ål-Kilen är också bekant för Häxprocessen i Ål, som var Sverige sista häxprocess, och där alla de anklagade kvinnorna kom från Ål-Kilen.
På Ål-Kilens marker, efter den gamla landsvägen, låg Leksands tingslags gamla avrättningsplats, där den sista avrättningen skall ha skett här 1850. 
I byn hittas slagg från blästerugnar, bland annat vid Stråttbäcken norr om byn, i skogskanten mot Söder Rälta, utefter Dalälvens gren Öälven mitt för Morkarlöns södra del, samt i grävningar mitt i byn, intill den planterade björkhagen "Parken".